# Ertvelde
Ertvelde est un village de Flandre orientale, à une vingtaine de kilomètres au nord de la ville de Gand et à proximité de la frontière néerlandaise. Administrativement il fait partie de la commune d'Evergem située en Région flamande dans la province de Flandre-Orientale (Belgique). C'était une commune à part entière avant la fusion des communes de 1977.

## Démographie

### Évolution démographique
- Sources : INS, Rem. : 1831 jusqu'en 1970 = recensements, 1976 = nombre d'habitants au 31 décembre[2].
- 1970 et 1976: inclusif Kluizen.

## Patrimoine
- La chapelle Notre-Dame de Stoepe, au nord du village, date de plusieurs siècles. Classée au patrimoine immobilier de Flandre elle est centre d'un pèlerinage marial.